# Andreas Läsker
Andreas Läsker (* 19. September 1963 in Ludwigsburg, Spitzname Bär Läsker) ist ein deutscher Musikmanager und -verleger. Er ist seit 1989 Manager der Band Die Fantastischen Vier.

## Biographie
Läsker arbeitete in seiner Jugend als professioneller Diskjockey und hatte einen Import-Plattenladen.
Neben den Fantastischen Vier und Thomas Godoj war er Manager von Fury in the Slaughterhouse, den Farmer Boys und den Prinzen. Er ist Mitbegründer des Musiklabels Four Music (mit Künstlern wie Freundeskreis, Joy Denalane, Max Herre und Gentleman) und berät Firmen im Entertainmentbereich, darunter Concert Online und Vodafone.
2008 war er als Nachfolger von Heinz Henn in der Castingshow Deutschland sucht den Superstar Jurymitglied der fünften Staffel. Von 2016 bis 2017 betrieb Läskers Frau Gabriele zusammen mit dem Filmproduzenten Kai Binder die erste Filiale der über Crowdfunding finanzierten veganen Fast-Food-Kette XOND in Stuttgart-Mitte. Diese erwies sich jedoch nicht als wirtschaftlich. Zu der geplanten und in der Presse bekannt gegebenen Neueröffnung an einem anderen Standort kam es bis dato nicht.
2018 spielte er in dem Musikvideo der Fantastischen Vier zu ihrem Lied Zusammen mit.

## Buch
- No need for meat: Oder: Vegan ist, wenn man trotzdem lacht. TRIAS, Stuttgart 2015, ISBN 978-3-8304-8232-1.